# Harpagus
Harpagus es un género de aves accipitriformes de la familia Accipitridae. El género incluye dos especies nativas de América Central y América del Sur:

## Especies
| Especie             | Nombre común      | Descriptor     |
| ------------------- | ----------------- | -------------- |
| Harpagus bidentatus | milano bidentado  | Latham, 1790   |
| Harpagus diodon     | milano muslirrufo | Temminck, 1823 |

Viven en los bosques tropicales y subtropicales americanos. Son aves de presa relativamente pequeños, de 30 - 35 cm de largo, compactos, con largas colas y alas ovales (estrechas cerca de la base). Tienen una cola oscura con barras pálidas, así como la garganta blanca con una franja central oscura. Otra característica es el pico poderoso, con dos muescas a cada lado de la mandíbula superior. Esta doble diente da nombre a la denominación de las dos especies (bidentatus y Diodon).